# Эскофье, Огюст
Жорж Огю́ст Эскофье́ (фр. Georges Auguste Escoffier; 28 октября 1846[…], Вильнёв-Лубе, Приморские Альпы — 12 февраля 1935[…], Монте-Карло, Монако) — французский ресторатор, критик, кулинарный писатель, популяризатор традиционной французской кухни. Развил и модернизировал идеи «высокой кухни» Мари-Антуана Карема и вслед за ним был удостоен титула «короля поваров и повара королей». Известен, как автор книги «Кулинарный путеводитель» (фр. Le Guide Culinaire).

## Биография
Огюст Эскофье родился в 1846 году в деревне Вильнёв-Лубе в 15 километрах от Ниццы. Его отец Жан-Батист был старостой деревни, местным кузнецом и школьным учителем. Огюст продолжал учёбу в школе до 13 лет, мечтая о карьере художника или скульптора, но по решению отца ему пришлось стать поваром. В 1859 году поступил на работу поварёнком в Le Restaurant Français — ресторан своего дяди Франсуа в Ницце. Во время работы в ресторане перенял секреты русской кухни (в том числе пирогов с вязигой и пожарских котлет) у наёмного русского повара. В 1863 году был повышен до старшего помощника повара и со следующего года начал переходить из одного ресторана Ниццы в другой.
В 1865 году Эскофье перешёл работать в ресторан Le Petit Moulin Rouge в Париже. Прервав работу на пять месяцев военной службы, вернулся в тот же ресторан, где прошёл путь от кухонного рабочего до второго повара (фр. chef saucier). В этот период Эскофье создал или усовершенствовал десерт Груши Бель-Элен. С 1868 по 1870 год он постигал искусство составления соусов, систематизируя их и модернизируя технологию приготовления. Карьера Эскофье в Le Petit Moulin Rouge была снова прервана на полтора года, которые он провёл в качестве личного повара графа Норта, но в 1870 году, после отбытия графа в Россию, он снова вернулся в Le Petit Moulin Rouge. С началом франко-прусской войны Эскофье был призван в армию как резервист и стал поваром при штабе Рейнской армии. По ходу войны попал в плен. Служба в армии и пребывание в лагере для военнопленных, связанные с постоянными трудностями с продуктами, пробудили в Эскофье интерес к консервированию. В последние месяцы войны он служил поваром у маршала Мак-Магона и оставался с ним некоторое время после окончания войны и разгрома Парижской коммуны. В 1873 году стал шеф-поваром Le Petit Moulin Rouge.
В 1877 году, оставив терявший популярность Le Petit Moulin Rouge, Эскофье открыл собственный ресторан в Каннах — Le Faisan doré (с фр. — «Золотой фазан»). В 1880 году женился на Дельфине Даффис. Как коммерсант, однако, Эскофье оказался менее успешен, чем как повар, и к 1884 году он снова принял предложение занять должность шеф-повара сначала в Le Café-Restaurant du Casino в Булони, затем в Maison Maire в Париже и наконец по приглашению Сезара Рица, в Grand Hôtel de Monte Carlo. Часть времени проводил в отеле Рица в Люцерне, который, по словам самого Рица, становился хорошим отелем только в те дни, когда на его кухне заправлял Эскофье. Одновременно Эскофье сотрудничал с журналом L'Art culinaire, одним из основателей которого он был, и работал над своей поваренной книгой. Шеф-поваром отеля в Монте-Карло Эскофье оставался до 1888 года.

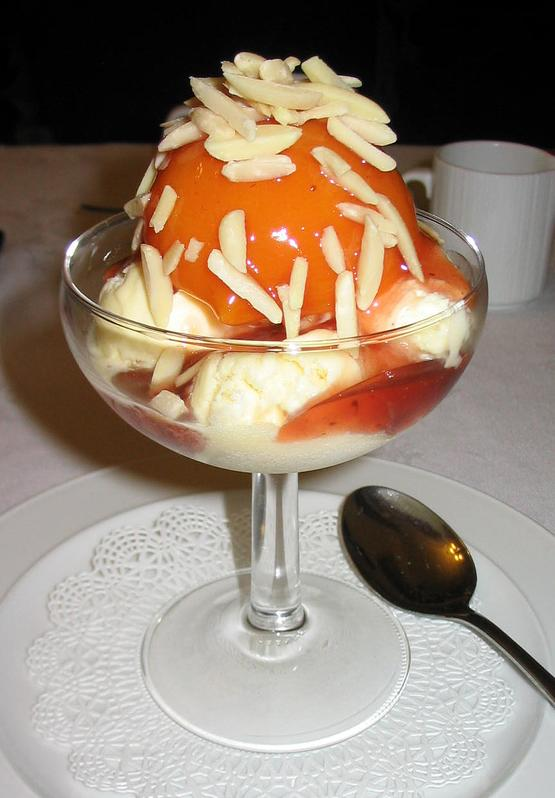
Персик Мелба

В 1890 году Эскофье переехал в отель «Савой» в Лондоне. Там он занялся популяризацией французской кухни. Его мнение об английской кухне было настолько невысоким, что он даже не пытался выучить английский язык или перевести на него меню. За время работы в «Савое» Эскофье создал ряд знаменитых блюд, включая десерт «Персик Мельба», названный в честь австралийской певицы Нелли Мелба, «Турнедо Россини» (в честь итальянского композитора), и «Бёдрышки нимф на заре» (фр. Cuisses de Nymphes à l’Aurore), представлявшие собой на самом деле лягушачьи лапки. Десерты из персиков Эскофье называл также в честь императрицы Евгении и Сары Бернар.
Начиная с 1896 года при участии Эскофье Риц создал сеть гостиниц, названную его именем, начиная с отеля «Риц» в Париже. В 1906 году в Лондоне был открыт отель «Ritz Carlton», где Эскофье впервые представил своё меню à la carte. Когда здоровье Рица в начале XX века пришло в расстройство, Эскофье вместе с женой Рица, Мари, принял управление всеми его делами. Также в начале века вышла первая книга Эскофье, «Кулинарный путеводитель» (фр. Le Guide Culinaire), содержащая более 5000 рецептов и ставшая одним из бестселлеров французской кухни — не только как сборник рецептов, но и как учебник.
В первое десятилетие XX века Эскофье организовывал работу кухни на лайнерах компании Hamburg — Amerika Lines. В 1913 году на борту лайнера «Император» он встретился с кайзером Вильгельмом II, который, согласно легенде (не подтверждённой в мемуарах самого Эскофье), сказал ему: «Я император Германии, но ты император поваров».
Во время мировой войны младший сын Огюста Эскофье Даниэль погиб на фронте, а за несколько недель до конца войны скончался Сезар Риц. Эскофье продолжал поддерживать работу отелей Ritz-Carlton, преодолевая трудности с поставкой продуктов в годы войны, импровизируя и создавая новые рецепты с использованием имевшихся запасов. В 1919 году, в день празднования годовщины Компьенского перемирия, проживавший в Лондоне Эскофье получил из рук президента Пуанкаре крест ордена Почётного легиона, став первым среди поваров кавалером этого ордена. Ранее он уже был представлен к медали Французской признательности III степени за работу за границей на благо Франции. Позднее, в 1923 году, произведён в кавалеры ордена Данеброг, а в 1928 году стал офицером ордена Почётного легиона.
В 1920 году Эскофье отошёл от дел в гостиничном и ресторанном бизнесе. Его жена Дельфина умерла 6 февраля 1935 года. Всего через несколько дней умер и сам Огюст Эскофье.

## Вклад в кулинарное искусство
Кулинарное искусство Огюста Эскофье основывалось на традиции, заложенной личным поваром Талейрана Мари-Антуаном Каремом. Идеи Карема стали основой так называемой «высокой кухни» (фр. haute cuisine), но его рецепты были слишком изысканными и сложными, и заслуга Эскофье состоит в их рационализации и модернизации. Ещё одной заслугой Эскофье является введение конвейерного метода в работу кухни и разделение её персонала на отдельные бригады, каждая из которых управляется своим chef de partie, что было впервые проделано в «Савойе». Эскофье также ввёл новый, «русский», способ подачи блюд (фр. service à la russe), при котором блюда подаются не все одновременно, как до него, а в порядке, приведённом в меню.

## Публикации

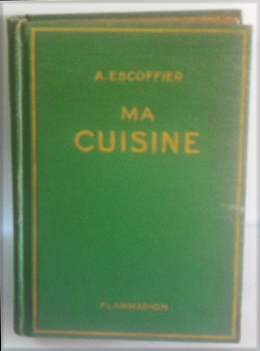
Книга Эскофье «Моя кухня»

- «Le Traite sur L’art de Travailler les Fleurs en Cire» (Трактат по искусству работы с восковыми цветами) (1886)
- «Le Guide Culinaire» («Кулинарный гид») (1903)
- «Les Fleurs en Cire» (новое издание, 1910)
- «Le Carnet d’Epicure» (Записки гурмана) (1911)
- «Le Livre des Menus» (Книга рецептов) (1912)
- «Le Riz» (Рис) (1927)
- «La Morue» (Треска) (1929)
- «Ma Cuisine» (Моя кухня) (1934)
- «Memories of My Life» (1985, из записок, собранных его внуком)

## Публикации на русском языке
- Кулинарный путеводитель: рецепты от короля французской кухни. М.: Центрполиграф, 2015